# Oegopsina
Los oegopsinos (Oegopsina) son un suborden del orden de los calamares (Teuthida), en la clase de los cefalópodos. Algunos taxónomos lo elevan al nivel de orden, en este caso es conocido como Oegopsida.

## Clasificación
- Suborden Oegopsina
  - Familia Ancistrocheiridae
  - Familia Architeuthidae
  - Familia Bathyteuthidae
  - Familia Batoteuthidae
  - Familia Brachioteuthidae
  - Familia Chiroteuthidae
  - Familia Chtenopterygidae
  - Familia Cranchiidae
  - Familia Cycloteuthidae
  - Familia Enoploteuthidae
  - Familia Gonatidae
  - Familia Histioteuthidae
  - Familia Joubiniteuthidae
  - Familia Lepidoteuthidae
  - Familia Lycoteuthidae
  - Familia Magnapinnidae
  - Familia Mastigoteuthidae
  - Familia Neoteuthidae
  - Familia Octopoteuthidae
  - Familia Ommastrephidae
  - Familia Onychoteuthidae
  - Familia Pholidoteuthidae
  - Familia Promachoteuthidae
  - Familia Psychroteuthidae
  - Familia Pyroteuthidae
  - Familia Thysanoteuthidae
  - Familia Walvisteuthidae

- Datos: Q639672
- Multimedia: Oegopsina / Q639672
- Especies: Oegopsina